# Pan (пиво)
Pan — светлый лагер, который производится в Хорватии пивоваренной компанией Carlsberg Croatia, региональным подразделением международной корпорации Carlsberg Group, на производственных мощностях в городе Копривница.

## История
Пиво Pan производится пивоварней, расположенной в Копривнице и основанной в 1971 году под названием Panonska pivovara. В 1994 году часть акций пивоварни приобрел датский пивоваренный гигант Carlsberg (на сегодня — Carlsberg Group). В 1997 году были введены в эксплуатацию новые модернизированные пивоваренные мощности и в том же году на рынок вывели торговую марку Pan.
В 2002 году Carlsberg Group довела свою долю собственности в пивоварне в Копривнице до 80 %, а весной 2004 года официальное название этого предприятия было изменено на современное — Carlsberg Croatia.

## Разновидности
Кроме основного сорта Pan Pivo, светлого лагера с содержанием алкоголя 4,8 % и плотностью 11,5 %, под торговой маркой Pan также производятся:
- Pan Zlatni — премиальный светлый лагер с содержанием алкоголя на уровне 5,0 % и плотностью 11,4 %. Был выведен на рынок в 2009 году.
- Pan BEZ — безалкогольное светлое пиво (содержание алкоголя до 0,5 %), производится с 2004 года.

## Рейтинг
RateBeer.com………….. 